# U-303
U-303 — средняя немецкая подводная лодка типа VIIC времён Второй мировой войны.

## История
Заказ на постройку субмарины был отдан 7 декабря 1940 года. Лодка была заложена 14 июня 1941 года на верфи Флендер-Верке, Любек, под строительным номером 303, спущена на воду 16 мая 1942 года. Лодка вошла в строй 7 июля 1942 года под командованием капитан-лейтенанта Карла-Франца Гейне.

### Флотилии
- 7 июля — 31 декабря 1942 года — 8-я флотилия (учебная)
- 1 января — 31 марта 1943 года — 7-я флотилия
- 1 апреля — 21 мая 1943 года — 29-я флотилия

### История службы
Лодка совершила 2 боевых похода, потопила одно судно водоизмещением 4959 брт. Потоплена 21 мая 1943 года в западном Средиземноморье к югу от Тулона в районе с координатами 42°50′ с. ш. 06°00′ в. д. торпедами с британской подводной лодки HMS Sickle. 20 человек погибли, 28 членов экипажа спаслись.

### Волчьи стаи
U-303 входила в состав следующих «волчьих стай»:
- Habicht 12 — 19 января 1943
- Haudegen 22 января — 15 февраля 1943